# Странк, Эймос
Эймос Аарон Странк (англ. Amos Aaron Strunk; 22 января 1889, Филадельфия, Пенсильвания — 22 июля 1979, Лланерч, там же) — американский бейсболист, аутфилдер. Выступал в Главной лиге бейсбола с 1908 по 1924 год. Четырёхкратный победитель Мировой серии: трижды в составе «Филадельфии Атлетикс», один раз с «Бостон Ред Сокс».

## Биография
Эймос Странк родился 22 января 1889 года в Филадельфии. Он был пятым ребёнком в семье плотника Эймоса Странка-старшего и его супруги Аманды. В бейсбол он начал играть в детстве в городских парках. Профессиональную карьеру Странк начал в 1908 году в Атлантической лиге, осенью того же года по рекомендации одного из партнёром он получил приглашение в «Филадельфию Атлетикс». В сентябре 1908 года он дебютировал в Главной лиге бейсбола.
Сезон 1909 года Странк начал в фарм-клубе «Милуоки Брюэрс» в Американской ассоциации, но быстро был возвращён в состав «Атлетикс». В 1910 году он смог принять участие только в шестнадцати матчах чемпионата, долго восстанавливаясь после повреждения колена. Различные травмы преследовали его в течение всей карьеры: в восьми сезонах он сыграл менее ста матчей. На поле Странк вернулся в концовке сезона и успел принять участие в победной для «Филадельфии» Мировой серии. Он выходил на поле в четырёх её играх, выбив пять хитов.
В следующие несколько лет он оставался одним из самых полезных игроков команды, сыгравшей в Мировой серии в 1911, 1913 и 1914 годах. Два из трёх финалов «Атлетикс» выиграли. В тот период Странк зарекомендовал себя как один из лучших защитников в лиге. С 1912 по 1918 год он лидировал по показателю надёжности игры в обороне и был среди лучших по количеству путаутов. Свой лучший сезон в карьере он провёл в 1916 году, когда «Филадельфия», распродавшая своих звёзд, потерпела 117 поражений в регулярном чемпионате. В том году Странк отбивал с показателем 31,6 %, выбив 172 хита. В 1917 году его эффективность на бите составила 28,1 %. После завершения чемпионата его продали в «Бостон Ред Сокс».
В сезоне 1918 года Странк в играх за «Ред Сокс» отбивал с эффективностью 25,7 % и выиграл с командой четвёртую для себя Мировую серию. Летом следующего года его обменяли обратно в «Атлетикс», а ещё через год он стал игроком «Чикаго Уайт Сокс». С 1921 по 1923 год он входил в число лучших отбивающих команды, хотя его игровое время постепенно сокращалось. Боли в ногах приводили к тому, что он всё чаще выходил на замену и не мог на прежнем уровне действовать в защите. Весной 1924 года Странк в столкновении с партнёром получил серьёзную травму головы, а через месяц, сыграв в одном матче чемпионата, был отчислен. В мае он вернулся в «Атлетикс» и до конца сезона, ставшего последним в его карьере, сыграл в тридцати матчах, отбивая с показателем 14,3 %. Окончательно из бейсбола он ушёл в августе 1925 года, недолго проработав играющим тренером команды «Шамокин Шеммис».
Уйдя из спорта, Странк в течение следующих пятидесяти лет работал в страховой компании, в свободное время увлекался фотографией. Он скончался 22 июля 1979 года в возрасте 90 лет.